# الصفارة (مسلسل)
الصفارة هو مسلسل كوميدي مصري عُرض في موسم رمضان 1444 هـ. المسلسل من إخراج علاء إسماعيل و بطولة أحمد أمين، طه دسوقي، آية سماحة، حاتم صلاح، محمود البزاوي، إنعام سالوسة ومحمد رضوان ودونا إمام.